# Mehrgarh

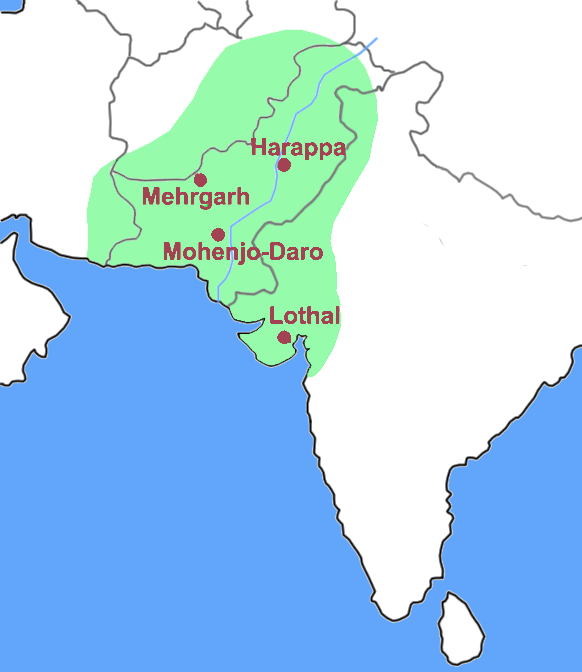
Położenie Mehrgahr

Mehrgarh (brahui: Mehrgaŕh, urdu: مہرگڑھ) – neolityczna osada miejska zaliczana do cywilizacji doliny Indusu, znajdująca się na płaskowyżu Kacchi w dzisiejszym Beludżystanie w Pakistanie. Pierwsze ślady osadnictwa o charakterze rolniczym pochodzą z VII tysiąclecia p.n.e. Do połowy III tysiąclecia p.n.e. była największą osadą na płaskowyżu, potem została opuszczona.
Stanowisko zostało odkryte przez ekspedycję archeologiczną prowadzoną przez Francuza Jean-François Jarrige'a w 1974. Wykopaliska prowadzono w latach 1974 - 1986 oraz ponownie w latach 1997 - 2000. Zgromadzono w nich około 32 tysięcy artefaktów.